# Afrohelcon splendidus
Afrohelcon splendidus är en stekelart som beskrevs av Van Achterberg 1990. Afrohelcon splendidus ingår i släktet Afrohelcon och familjen bracksteklar. Inga underarter finns listade i Catalogue of Life.